# Cratere Plath
Plath  è un cratere sulla superficie di Mercurio.